# Едмон Одран
Едмон Одран (11 квітня 1842, Ліон — 17 серпня 1901, Тьєрсевіль) — французький композитор, органіст і диригент.

## Біографія
Музичну освіту отримав у Паризькій школі духовної музики Л. Нідермайєра, був учнем Каміля Сен-Санса. У 1861 році очолив капелу при церкві св. Жозефа в Марселі. З 1879 року працював композитором в Парижі. Відомий передусім своїми оперетами, широке визнання йому принесла оперета «Маскотта». Вважається одним з останніх представників французької класичної оперети, творчими принципами близький до Шарля Лекока.

## Твори
Творчий доробок нараховує 38 музично-сценічних творів, серед них:
- Опера «Фотіс» (1896)
- Оперети:

- «Великий могол» (1867)
- «Маскотта» (1880)
- «Жульєтта Нарбонська» (1882, за комедією Шекспіра «Все добре, що добре закінчується»)
- «Дядько Селестен» (1891)
- «Герцогиня Феррарська» (1895)
- «Лялечка» (1896)

Також писав духовну музику, пісні.